# Kannenbach (Dortmund-Ems-Kanal)
Der Kannenbach ist ein Bachlauf in der westfälischen Stadt Münster. Er verläuft im Südwesten von Münster. Der Kannenbach entspringt nordöstlich des Stadtteils Albachten und verläuft in Richtung Südsüdost. Nach etwa 2 km unterquert er die Autobahn 43 rund 500 m westlich des Autobahnkreuzes Münster-Süd. Im weiteren Verlauf fließt der Kannenbach weiter nach Süden und mündet in Amelsbüren wenige Meter südwestlich vom Kunsthaus Kannen in den Dortmund-Ems-Kanal. Vor dem Bau des Kanals mündete er etwa 200 m südlich seiner jetzigen Mündung in den Emmerbach.